# ベルナール・パリッシー

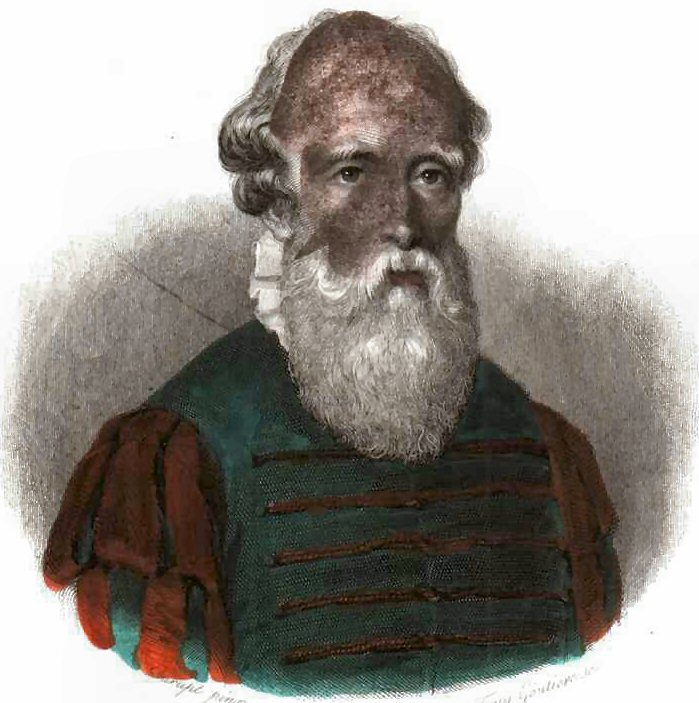
Bernard Palissy.

ベルナール・パリッシー（Bernard Palissy, 1510年頃 - 1590年）は、フランス・ルネサンス期に活躍した陶工である。

## 生涯
ガラス工として各地を遍歴。ガラス工の需要が少なく、測量の仕事に従事した後、独力で釉陶の研究に取り組んだ。貧困の中、家具や床板まで燃料にして研究を続けたというエピソードがある。15年ほどかかってようやく技法を完成し、「田園風土器」として人々に知られるようになった。その最大の作品は「フィギュリーヌ」と呼ばれる陶製の人工洞窟で、テュイルリー宮殿の庭園の一角に作られた。
プロテスタント（新教徒）であったため、度々弾圧を受けたが、才能を認めたアンヌ・ド・モンモランシー将軍やカトリーヌ・ド・メディシスの庇護を受けた。テュイルリー宮殿内の工房で、王室のために作品を制作した。
1575年からパリで地質学、鉱物学、博物学など自然科学に関する講演会を約10年間続けた。
1580年と1583年には農学など、自然科学に関する論文集を出版している。
1585年の勅令で新教徒はカトリックへの改宗か国外亡命を迫られたが、従わなかった。庇護者のカトリーヌ・ド・メディシスが1589年に亡くなった後、捕らえられ、バスティーユ牢獄で獄死した。
独学で多くを学んだ自然主義者であり、啓蒙主義の先駆けの一人であった。しかし、ヴォルテールによってパリッシーの人物像は歪められて伝えられ、その事績は忘れ去られた。
明治4年（1871年）に中村敬宇が訳した『西国立志編』第三篇に伝記が掲載されたことにより、明治の日本人にはパリッシーの事跡は有名だった。

## 著書
邦訳されている著書に「陶工パリシーのルネサンス博物問答 佐藤和生訳 1993年 晶文社」がある。原書は「Bernard Palissy : Recepte Veritable 1563」